# Grande Prêmio Brasil
O Grande Prêmio Brasil é a principal corrida de cavalos disputada  no Hipódromo da Gávea, na cidade do Rio de Janeiro. É uma corrida de galope plano no sentido anti-horário (american style),em pista de grama,  para cavalos da raça puro sangue inglês de 3 anos e mais idade (3yo+). Oficialmente está classificada como corrida de Grupo 1, tanto no Brasil quanto internacionalmente.

## História
O Grande Premio Brasil foi disputado pela primeira vez no primeiro domingo de agosto de 1933, como a concretização da iniciativa do então presidente do recém-criado Jockey Club Brasileiro, Linneo de Paula Machado, em realizar uma corrida que reunisse os melhores cavalos criados no país.
O primeiro Grande Prêmio Brasil, em 1933, foi vencido pelo cavalo brasileiro Mossoró, filho do garanhão brasileiro Kitchner, nascido em Pernambuco, montado por Justiniano Mesquita.
Dentre os principais fatos ocorridos ao longo da história da prova, destacam-se os bicampeonatos de cinco cavalos: os brasileiros Albatroz (1943, 1944), Helíaco (1947, 1948), Zenabre (1965, 1966) e Villach King (1991, 1993); e o argentino GUalicho (1952, 1953), e a vitória do brasileiro Narvik em 1959, quando marcou o recorde mundial para a distância de 3000 metros, na pista de grama, recorde este que se mantém até os dias atuais.
Inicialmente corrido na distância de 3000 metros, teve seu percurdo alterado para 2400 metros a partir de 1972, seguindo novos padrões internacionais.

### Linha do Tempo
- 1933 - Primeira edição do G. P. Brasil.
- 1959 - Narvik bate o record mundial da distancia de 3000 metros.
- 2014 - Primeira edição da prova a integrar a série Breeders' Cup Challenge.
  - Primeiro cavalo de três anos a vencer a prova.
- Primeiro ganhador da Tríplice Coroa Carioca a vencer a prova.

## Premiação
- 2010-2014 : R$897.600 no total ; R$400.000 ao vencedor

## Dia da corrida
Tradicionalmente corrido no primeiro domingo do mês de agosto de cada ano, teve sua data alterada para o mês de junho a partir de 2014, passando a dar ao seu vencedor uma vaga garantida para disputar a Breeders' Cup Turf. nos Estados Unidos, no mês de novembro.

## Números
Recorde da prova

- Em 3000m: 3:02.50 - Narvik (1959)
- Em 2400m: 2:23.93 - L'Amico Steve (2007)

Cavalos com mais vitórias
- 2 - Villach King (1991, 1993)
- 2 - Zenabre (1965, 1966)
- 2 - Gualicho (1952, 1953)
- 2 - Helíaco (1947, 1948)
- 2 - Albatroz (1943, 1944)

Jóqueis com mais vitórias
- 5 - Juvenal Machado da Silva (1979, 1982, 1986, 1987, 1990)
- 3 - Carlos Lavor (1989, 1991, 1993)
- 3 - Luiz Rigoni (1954, 1970, 1971)
- 3 - Dendico Garcia (1964, 1965, 1966)
- 2 - Altair Domingos (2008, 2013)
- 2 - Marcelo Almeida (2003, 2005)
- 2 - Marcello Cardoso (2001, 2002)
- 2 - Luiz Duarte (1998, 2000)
- 2 - Jorge Ricardo, J.Ricardo (1992, 1994)
- 2 - Albenzio Barroso (1983, 1985)
- 2 - Edson Ferreira (1977, 1988)
- 2 - Gonçalino Feijó de Almeida (1976, 1978)
- 2 - Olavo Rosa (1952, 1953)
- 2 - Oscar Ulloa (1947, 1948)
- 2 - Pierre Vaz (1946, 1949)
- 2 - Irineo Leguisamo (1945, 1961)
- 2 - Juan Zuniga (1939, 1943)
- 2 - W. Andrade (1936, 1940)
- 2 - A. Rosa (1935, 1937)

Treinadores com mais vitórias
- 6 - Ernani de Freitas (1939, 1943, 1944, 1947, 1948, 1975)
- 5 - Dulcino Guignoni (2000, 2001, 2002, 2011, 2014)
- 3 - Venâncio Nahid (1990, 2005, 2009, 2015)
- 3 - Oswaldo Feijó  (1935, 1938, 1942)
- 3 - João Luiz Macial (1988, 1992, 1994)
- 3 - Sabatino D'Amore (1964, 1965, 1966)
- 2 - Ildefonso C. Souza (1991, 1993)
- 2 - Alcides Morales (1984, 1987)
- 2 - Wilson P. Lavor (1977, 1989)
- 2 - A. J. Giovanetti (1969, 1973)
- 2 - Manoel Branco (1952, 1953)

Proprietários com mais vitórias
- 4 - Haras Santa Maria de Araras (1989, 1991, 1993, 2013)
- 3 - Haras Santa Ana do Rio Grande (1984, 1987, 1992)
- 3 - Haras São José & Expedictus (1975, 1979, 1985)
- 3 - Stud Almeida Prado e Assumpção (1952, 1953, 1960)
- 3 - Stud Linneo de Paula Machado (1944, 1947, 1948)
- 3 - Antenor Lara Campos (1935, 1937, 1940)
- 2 - Stud Alvarenga (2001, 2014)
- 2 - Fazenda Mondesir (1976, 1978)
- 2 - Theotonio Piza de Lara (1965, 1966)
- 2 - Haras Faxina (1959, 1983)

## Vencedores nos últimos  anos
| Ano  | Vencedor      | Filiação                        | Jockey              | Treinador         | Proprietário                | Criador                     | 2°lugar         | 3°lugar      | Tempo   |
| ---- | ------------- | ------------------------------- | ------------------- | ----------------- | --------------------------- | --------------------------- | --------------- | ------------ | ------- |
| 2005 | VELODROME     | Booming Licena                  | Marcelo Almeida     | Venâncio Nahid    | Haras Dar-El-Salam          | Haras Dar-El-Salam          | PESTANITA       | SINISTRO     | 2:26.30 |
| 2006 | DONO DA RAIA  | Hibernian Rhapsody Outra Arumba | Marcelo Gonçalves   | Antônio L. Cintra | Stud Mictik                 | Haras São Quirino           | HIS FRIEND      | NAPERON      | 2:27.28 |
| 2007 | L'AMICO STEVE | Spend A Buck All For Love       | Vagner Leal         | Valter S. Lopes   | Stud Star Gold              | Haras Old Friends S.A.      | TANGO DI GARDEL | HIS FRIEND   | 2:23.93 |
| 2008 | TOP HAT       | Royal Academy Tavira            | Altair Domingos     | João Macedo       | Stud JCM                    | Haras São José da Serra     | QUATRO MARES    | BIOLOGO      | 2:25.67 |
| 2009 | JEUNE-TURC    | Know Heights Creature Du Ciel   | Marcos Mazini       | Venâncio Nahid    | Stud CED                    | Haras Fronteira             | FLYMETOTHEMOON  | LIGNONS HERO | 2:30.84 |
| 2010 | MORYBA        | Hard Buck Valetza               | Dalto Duarte        | Roberto Solanés   | Stud Correas                | Haras São José & Expedictus | ANOTHER XHOW    | TONEMAI      | 2:25.33 |
| 2011 | BELO ACTEON   | Acteon Man Back For Good        | Henderson Fernandes | Dulcino Guignoni  | Stud H&R                    | Aluizio Merlin Ribeiro      | TOO FRIENDLY    | JECA         | 2:26.21 |
| 2012 | DIDIMO        | Nedawi Qualibet                 | Ângelo M. Souza     | Lucas Quintana    | Stud Ceprano                | Stud Eternamente Rio        | UNO SOLO        | INVICTUS     | 2:27.15 |
| 2013 | AEROSOL       | Public Purse Nina Sabella       | Altair Domingos     | Júlio C. Sampaio  | Haras Santa Maria de Araras | Haras Santa Maria de Araras | GANESH          | MOJITO       | 2:25.94 |
| 2014 | BAL A BALI    | Put It Back In My Side          | Vagner Borges       | Dulcino Guignoni  | Stud Alvarenga              | Haras Santa Maria de Araras | MOJITO          | BEACH BALL   | 2:27.29 |
| 2015 | BAROLO        | Northern Afleet Offshore        | Waldomiro Blandi    | Venâncio Nahid    | Haras Santa Rita da Serra   | Haras Santa Rita da Serra   | CONCILIUM       | COMO QUIERA  | 2:34.48 |